# Wizard of the Hood (EP)
Wizard of the Wood è un EP del rapper Violent J, membro del gruppo Horrorcore Insane Clown Posse.

## Tracce
| #  | Titolo                              | Tempo | Scrittore            | Performer(s)                                                              |
| -- | ----------------------------------- | ----- | -------------------- | ------------------------------------------------------------------------- |
| 1  | "Intro"                             | 0:40  | Violent J Mike Puwal | Violent J                                                                 |
| 2  | "Let it Rain"                       | 2:42  | Violent J Mike Puwal | Violent J                                                                 |
| 3  | "Yellow Brick Alleyway"             | 3:19  | Violent J Mike Puwal | Violent J Legs Diamond                                                    |
| 4  | "Homies 2 Smoke With"               | 3:52  | Violent J Mike Puwal | Violent J Monoxide                                                        |
| 5  | "Thug Whilin'"                      | 3:13  | Violent J Mike Puwal | Violent J JMadrox Monoxide                                                |
| 6  | "Horribly Horrifying"               | 5:13  | Violent J Mike Puwal | Violent J Madrox Monoxide Blaze Ya Dead Homie                             |
| 7  | "What You Thinkin' About?"          | 3:30  | Violent J Mike Puwal | Violent J Madrox Monoxide Blaze Ya Dead Homie                             |
| 8  | "Shiny Diamonds"                    | 3:44  | Violent J Mike Puwal | Violent J                                                                 |
| 9  | "The Wizard's Palace"               | 2:51  | Violent J Mike Puwal | Violent J Anybody Killa Shaggy 2 Dope Madrox Monoxide Blaze Ya Dead Homie |
|    | Bonus tracks:                       |       |                      |                                                                           |
| 10 | "Axes Swingin'"                     | 2:04  | Violent J Mike Puwal | Violent J                                                                 |
| 11 | "Multiple Myselves"                 | 2:59  | Violent J Mike Puwal | Violent J                                                                 |
|    | "Collector's Edition" bonus tracks: |       |                      |                                                                           |
| 10 | "My Shine"                          | 3:22  | Violent J Mike Puwal | Violent J                                                                 |
| 11 | "Bloody Bitch Dead"                 | 2:47  | Violent J Mike Puwal | Violent J                                                                 |